# Hökarängsmordet
Hökarängsmordet, även kloroformmordet, ägde rum natten mellan söndagen den 25 juli och måndagen den 26 juli 1965 i ett radhus på Söndagsvägen 88 i Hökarängen i Stockholm.

## Offret och mördaren
Den 19-åriga Eva Marianne "Kickan" Granell blev överfallen i sitt hem, sövd med kloroform och våldtagen, och avled av kvävning genom kloroformförgiftning. Granells föräldrar var på semesterresa när hennes döda kropp upptäcktes tisdagen den 27 juli.
En österrikisk 25-årig medborgare vid namn Friedrich Wagner frikändes i tingsrätten i december 1965, men dömdes i december 1966 för grov misshandel och grovt vållande till annans död och överlämnades till vård enligt sinnessjuklagen. Hovrätten fann att det inte med full säkerhet kunnat antas att mannen skulle ha utfört gärningen om han vetat att nedsövningen skulle medföra Granells död, varför han inte dömdes för mord. Friedrich satt en tid på mentalsjukhus och utvisades sedan i november 1968 till Österrike där han avled 2010.

## Mordet och efterspel
Mordet skedde under sommarmånaderna, när det var vanligt med nyhetstorka. Enskilda mord fick mer uppmärksamhet på sommarmånaderna under 1960-talet och 1970-talet, men omständigheterna i hökarängsmordet och följande rättegång gjorde att mordet uppmärksammades under en längre tide.
Gärningsmannen Friedrich Wagner bodde granne med Eva Marianne Granell och hade spanat på henne en längre tid. Han förde noggranna anteckningar som sedan blev en del av bevismaterialet.
I hans anteckningar fanns beskrivningar på fantasier om nätta blonda flickor och planer på att söva en kvinna med kloroform för att få ha en sexuell upplevelse. Vid tiden för mordet var många bortresta på semester. Det gällde både Eva Marianne Grenells föräldrar och hennes pojkvän. Friedrich Wagner tog sig in maskerad och sminkad genom en öppen bakdörr och sövde henne med en trasa med kloroform över hennes ansikte. I senare förhör erkände han dådet, ett erkännande som drogs tillbaka. Då beskrev han att han gömt sig tills hon sov, att han använt mycket lite kloroform och att hon inte gjorde motstånd när hon somnade. Men trasan var i själva verket väl indränkt och hon uppvisade skador som tydde på avvärjning.
När hennes pojkvän kom hem dagen efter ringde han henne men fick inget svar. Han tyckte det var konstigt, men ville inte verka påflugen och sökte henne igen nästa dag. När hon inte svarade då heller blev han orolig och åkte dit tillsammans med sin bror och de hittade henne död i föräldrarnas säng. Den första polispatrullen trodde det var självmord och först nästa dag, den 28 juli, blev det efter obduktion klarlagt att hon bragts om livet genom kvävning.
Den första polispatrullen klandrades för att de missat att det var ett mord. Under utredningen genomfördes sedan mängder med dörrknackningar och letande efter teknisk bevisning. Efter den första undersökningen, där bland annat fyra hårstrån hittades men kunde avskrivas, dammsögs rummet. I dammet påträffades en oförklarligt stor andel potatismjöl. Det visade sig sedan att Friedrich Wagner hade potatismjöl på sina kläder och i sin lägenhet. Han hade varit förklädd med maskering och smink och potatismjölet skulle underlätta maskerandet. Försvaret menade att det kunde vara stärkelse från polisens egna undersökningsmetoder, som pensling efter fingeravtryck, och han friades i tingsrätten, vilket ledde till stor förvåning. Trots att han friades togs han omgående in för tvångsvård efter utlåtande av rättspsykiatriker och en så kallad paragraf sju-attest.
Wagner dömdes senare i hovrätten, i en rättegång i december 1966 som åter uppmärksammade fallet. Domen blev psykiatrisk tvångsvård och han låstes in på S:t Görans sjukhus. Härifrån skickade han bland annat ett julkort till hovrättsdomaren, där han tackade för "god match". Han lyckades förfalska sina identitetshandlingar och spara pengar från sin dagersättning. Med hjälp av en dyrk han tillverkat rymde han våren 1967 och tog sig till södra Jylland i Danmark, för att åka in i Västtyskland. Rymningen rapporterades stort i svenska medier, så några svenska kvinnor kände igen honom och han kunde gripas. Han utvisades sedan till Österrike och blev även där tvångsvårdad. Wagner avled 2010.
Eva Marianne Grenells föräldrar hade inga fler barn. De flyttade till en annan ort strax efter mordet.

## I senare media
I januari 1998 sände TV4 ett avsnitt av TV-serien Brottsplats Sverige som handlade om mordet, med titeln Hökarängsmordet.
Mordet avhandlas i Peter Englunds roman Söndagsvägen som gavs ut 2020. Peter Englund menar att omständigheterna och rapporteringen runt mordet även speglar en underliggande brytpunkt från 1960-talets växande välstånd och fasad av framtidstro mot en alltmer synlig verklighet av till exempel narkotikamissbruk, pornografi, politiska motsättningar och generationsmotsättningar.
I senare beskrivningar har gärningsmannens anteckningar gjort att han har beskrivits som "den första inceln", eftersom han skyllde sina misslyckanden att få en kärleksrelation på allt och alla utom sig själv.